# Бристольский залив (Берингово море)
Бристольский залив (англ. Bristol Bay) — залив Берингова моря, расположенный у юго-западного берега Аляски, США.
Вдаётся на 320 километров вглубь побережья, вход шириной 480 км расположен между мысом Невенхам с севера и южной оконечностью полуострова Аляска. Глубина составляет 27—84 м, судоходство ограничено небольшими рыболовецкими судами. В залив впадают реки Тогиак, Нушагак, Квичак (вытекающая из озера Илиамна) и Угашик.
С ноября по март-апрель залив покрыт плавучими льдами. Приливы неправильные полусуточные, высотой до 3,7 м. В акватории залива развит рыбный промысел — нерка, кета, кижуч, чавыча — в сезон, треска, камбала, угольная рыба и др.
Бристольский залив был открыт Джеймсом Куком в июле 1778 года и назван в честь графа Бристольского Огастеса Джона Херви. В начале и середине XIX века интенсивно изучался русскими мореплавателями.
Расположенные на побережье Бристольского залива гора Бочарова (57°30′ с.ш., 155°55′ з.д., название присвоено после 1882 г.) и озеро Бочарова (57°55′ с.ш., 156°25′ з.д., открыто в 1791 г. Д. И. Бочаровым, название присвоено в 1882 г. У. Доллом) названы в честь исследователя Русской Америки, штурмана РАК Дмитрия Ивановича Бочарова.
Бухта Бечевина (55° с.ш., 163°20′ з.д.) открыта и нанесена на карту в середине XVIII века, тогда же названа русскими промышленниками по фамилии иркутского купца Ивана Бечевина.
Мыс Константина (58°24′ с.ш., 158°50′ з.д.) назван в честь шлюпа «Константин» РАК, мыс был описан в 1818 г. А. Устюговым, им же было присвоено название мысу.
Мыс Креницына (55°04′ с.ш., 163°25′ з.д.) был открыт в 1768 году П. К. Креницыным и М. Д. Левашовым; название мысу было присвоено в 1828 году М. Н. Станюковичем.
Расположенный в Бристольском заливе мыс Лапина (54°58′ с.ш., 164°08′ з.д.) назван по фамилии соликамского купца Ивана Фомича Лапина, организатора нескольких плаваний к Аляске и Алеутским островам в 1760-х годах.